# Gallicolumba norfolciensis
Gallicolumba norfolciensis foi uma espécie de ave da família Columbidae.
Foi endémica da Ilha Norfolk.